# 中楚迈尔卡
中楚迈尔卡（希臘語：Κεντρικά Τζουμέρκα）是希腊伊庇鲁斯大区阿尔塔专区的市镇，行政中心为武尔加雷利村。市镇面积为509.2平方公里，2021年人口数量为5,498人。
此市镇设立于2011年地方政府改革中，由原4个市镇合并而成，原市镇则成为此市镇的4个市区。